# Wulf Bugatti
Wulf Bugatti (* 22. Mai 1939 in Bad Elster/Deutschland; † 21. April 2021 in Mistelbach) war ein österreichischer Bildender Künstler. Er war ein Autodidakt und sein Werk reicht von Cartoons, über Objekte und Collagen, bis zu abstrakten Schräg- und Faltenbildern.

## Leben
Wulf Bugatti wurde als Wulf-Dieter Winterling als jüngster von drei Söhnen im Sanatorium Bad Elster geboren, da seine Familie im knapp 12 km entfernten Asch (heute Tschechien, Aš) lebte. Sein Vater war ein Sudetendeutscher, seine Mutter eine Kärntnerin. Als gegen Ende des 2ten Weltkrieges die meisten Sudetendeutschen aus ihrer Heimat flohen oder vertrieben wurden, ging er mit seiner Familie zurück in die Heimat seiner Mutter, nach Himmelberg in Kärnten. Dort, sowie in Vorarlberg, Tirol und der Steiermark verbrachte er seine Kindheit und Jugend. 1951 wurde er österreichischer Staatsbürger. Anfang der 60er Jahre zog er nach Wien, wo er den Großteil seines Lebens verbrachte. Seine letzten Jahre verbrachte er in Wien und im Weinviertel.

## Werk
Wulf Bugatti, damals noch Wulf Winterling, der schon als Kind als graphisch talentiert auffiel, wurde von seinem Zeichenlehrer im Gymnasium Innsbruck, dem akademischen Maler Eduard Klell, einem Vertreter der Fantastischen Realisten, sowohl inspiriert als auch ermutigt sich intensiver mit Bildender Kunst zu beschäftigen. In dieser Klasse waren auch noch einige Mitschüler, die später ebenfalls in den Bereichen Kunst, Kultur oder Philosophie ihre Bestimmung fanden, wie zum Beispiel, Günter Praschak,  Dieter Rossi, oder die Brüder Bernd und Fritjof Capra. Winterling erhielt 1955 eine Auszeichnung für seine Arbeiten bei dem landesweiten Jugendkulturwettbewerb im Bereich Bildende Kunst. Der später als Illustrator, Gebrauchsgraphiker und Werbegestalter arbeitende Maler hatte 1967 seine erste Einzelausstellung im Zentrum 107 in Innsbruck, wo er 20 rein abstrakte Arbeiten präsentierte, was bei seiner Familie auf wenig Verständnis traf. Der Umstand, dass er dies noch unter seinem bürgerlichen Namen Wulf Winterling tat, brachte seine Familie, die keinerlei Bezug zu Kunst und Malerei hatte, derart in Aufruhr, dass er nach einer dadurch ausgelösten Schaffens und Sinnkrise beschloss, seinen bürgerlichen Namen abzulegen und in Bugatti zu ändern. Der Autohersteller Bugatti war damals eine de facto tote Marke (1909–1963), die aber für den bekennenden Motorsport-Fan Wulf Winterling nicht nur wegen ihrer Erfolge, sondern auch für die Eleganz ihrer Fahrzeuge bewundert wurde. In der Familie von Ettore Bugatti befanden sich außerdem auch zahlreiche Künstler, Designer und Architekten.
Unter dem Namen Bugatti war er rasch mit satirischen Zeichnungen bzw. Cartoons erfolgreich und wurde in zahlreichen Magazinen und Büchern publiziert. Er illustrierte auch einige Bücher und bereitete Kinderbücher für die ORF-Sendung  Wir blättern im Bilderbuch graphisch auf.
Anfang der 80er Jahre beschloss Bugatti, sich dem Cartoon ab und sich wieder der „seriösen Kunst“ zuzuwenden. Dies geschah relativ schleichend. So zeichnete er 1982 eine Serie von Bildern von Menschen auf Aussichtsplattformen, die zwar die Ästhetik von den Cartoons hatten, aber ohne Pointe, Witz oder Satire auskamen. In Wulf Bugattis Nachlass fanden sich einige Blätter von 2014 datiert, die zwar wesentlich abstrakter, aber dennoch deutliche Ähnlichkeit mit den Motiven von 1982 hatten, und betitelte diese mit Erinnerung, also einer klaren Reminiszenz an diese Übergangsphase in seinem Schaffen. Cartoons von Bugatti wurden allerdings noch bis Ende der 80er Jahre und noch darüber hinaus veröffentlicht.
Ab 1983 wurden seine Arbeiten immer abstrakter. Stilisierte Köpfe oder Körper tauchten aber ebenso immer wieder auf, wie auch der hintergründige Humor des Künstlers.
Der Künstlername Bugatti, den er sich als Zeichner zugelegt hatte, wurde jetzt wieder mit seinem  Vornamen Wulf ergänzt, wohl auch, um dadurch wieder die nötige Seriosität zu signalisieren, die der Cartoonist nicht, der Künstler aber durchaus braucht, um vom Kunstmarkt ernst genommen zu werden und darin zu bestehen.
Nach ein paar Ausstellungen seiner Arbeiten im kleineren Rahmen stellte Wulf Bugatti 1985 in der Galerie Yppen in Wien aus und im Jahr darauf hatte er bereits eine Doppelausstellung in der Galerie Würthle, sowie in der Graphischen Sammlung Albertina. Ab 1987 arbeitete Wulf Bugatti vermehrt an Schräg- und Faltenbildern. Das finalisierte Bild ist demnach nicht der vollendete Zustand, erst die Faltung stellt die entscheidende Fassung des Künstlers dar. Die Falten sind undurchschaubar und geben dem  gemalten Bild eine neue Form – ein Spiel mit dem Verborgenen bzw. dem zu Erahnenden (Igor Pucker in Die Brücke Wulf Bugatti. In Erinnerung). Peter Baum beschrieb Wulf Bugatti als einen Außenseiter bildnerischen Denkens und Handelns. Bei seiner Ausstellung im Stift St. Paul 1989 stellte Bugatti neben seinen Bildern auch mehrere Objekte und Installationen aus. Ab Mitte der 90er wurde es zusehends ruhiger um den Künstler, der zeitlebens nie von einem Galeristen oder Agenten vertreten wurde. Mit einigen gesundheitlichen Einschränkungen kämpfend und wohl auch etwas verbittert über den Kunstbetrieb und seine oft undurchschaubaren Gesetze verlor er die Lust oder auch den Mut sich diesem zu stellen. Trotzdem hörte er nicht auf bis kurz vor seinem Tod zu malen, zeichnen oder einfach Gegenstände zu kreieren, die dem ästhetischen Anspruch „eines Bugatti“ gerecht wurden. Seine Arbeiten finden sich in vielen privaten als auch institutionellen Sammlungen. Noch zu Lebzeiten übergab er eine große Zahl seiner Werke an die Landessammlungen Niederösterreich.
Im Rückblick kann man sagen, dass das Werk von Wulf Bugatti sich ab Mitte der 60er Jahre von großflächigen abstrakten Bildern über kleine humoristische Zeichnungen wieder zur Abstraktion und oft großen Formaten entwickelte. Dies war allerdings keine Rückentwicklung, sondern ein Wiederanknüpfen, wo er 1968 aufgehört hatte. Die Freude daran Kunst nicht nur zu produzieren, sondern auch immer wieder neu zu denken und dieses Erdachte dann auch umzusetzen, ließ ihn bis zum Schluss nicht los.

## Ausstellungen
- 1967 Objekt 107, Innsbruck
- 1974 Galerie auf der Stubenbastei, Wien
- 1978 Galerie an der Stadtmauer, Villach
- 1979 Galerie Schwarzer, Wien
- 1979 Österreichische Buchwoche, Frankfurt/Düsseldorf
- 1982 Galerie Glück, Wels
- 1982 BAWAG, Schwechat
- 1983 NÖART Galerie, Wien
- 1984 Galerie Welz, Salzburg
- 1985 Galerie Yppen, Wien
- 1986 Galerie Würthle, Wien
- 1986 Graphische Sammlung Albertina, Wien
- 1987 Neue Galerie der Stadt Linz
- 1987 Kärntner Landesgalerie, Klagenfurt
- 1989, Ismael Gallery, New York
- 1989, Gallery at the Austrian Cultural Institute, New York
- 1989 Benediktinerstift St. Paul, Kärnten
- 1989 Pinacoteca Alberto Martini, Oderzo
- 1990 Rupertinum, Salzburg
- 1990 Postsparkassenamt, Wien
- 1991 Galerie Lea Gredt, Luxemburg
- 1993 Studio Tommaseo, Triest
- 1996 Galerie Schloss Puchheim, Attnang-Puchheim
- 1996 Galeria Tivoli, Laibach
- 1997 Galerie Chobot, Wien

## Publikationen
- 1969–1991 Veröffentlichungen von Cartoons in den Magazinen Nebelspalter (CH), Extrablatt, M-Das Magazin, Auto Revue, Yacht Revue, Auto Motor & Sport, Road & Track, Playboy, Salzburger Nachrichten, Pardon (BRD), uvm.
- 1970 Kunterbunter Benjamin, Ingrid Lissow, Illustrationen Bugatti
- 1974 Alle Kinder nach Kinderstadt, Renate Welsh, Illustrationen Bugatti
- 1977 Der exakte Schwindel, Hans Weigel, Illustrationen Bugatti
- 1978 Zum Glück gibt’s Österreich, H. C. Artmann, Illustrationen Bugatti
- 1980 Schießen Sie auf den Pianisten
- 1981 Das Buch der Ideen, Illustrationen
- 1981 Bugatti´s Yachten
- 1982 Bugatti´s Autos

Kataloge
- 1986 Wulf Bugatti Arbeiten 1983–86
- 1990 Wulf Bugatti Falt- und Schrägbilder
- 1996 BUGATTI 1989–1995

## Auszeichnungen
- 1955 Besondere Anerkennung beim bundesweiten Wettbewerb junger Kunstschaffender
- 2010 Goldener Lorbeer des Künstlerhauses für sein Lebenswerk